# Mystides monensis
Mystides monensis är en ringmaskart som beskrevs av Ernst Ferdinand Nolte 1938. Mystides monensis ingår i släktet Mystides och familjen Phyllodocidae. Inga underarter finns listade i Catalogue of Life.